# شين تاكاهاشي
شين تاكاهاشي (باليابانية: 高橋しん) هو مانغاكا ياباني، ولد في 8 سبتمبر 1967 في شيبيتسو في اليابان.